# 丁禮
丁礼（越南语：／，？—1427年），越南属明时期人物。他曾参加黎利领导的蓝山起义，为黎利起兵初期的重要将领之一。
丁礼是清化寿春县人，黎利发动蓝山起义不久就去投奔，被封为司空。1425年，他奉命攻打演州。恰遇明将张雄带领粮船300艘自东关城（今河内市）开来，丁礼设伏将其击败，夺得大量粮船，并追击其至西都。在黎察与刘仁澍的接应下围攻西都城。
1426年，黎利见明军精兵都在乂安，便派兵四处攻略，丁礼、阮炽奉命直取东关城，迫使明军回援。李篆攻明军王通部，战象陷入陷阱，为明军伏兵击败，逃往高部（在美良县、彰德县一带），派人至清潭（今青池县）向丁礼、阮炽求援。王通计划包抄李篆部，却被丁礼设下伏兵，两面夹击而大败，斩杀尚书陈洽和内官李亮，是为崒洞之战。
王通逃回东关城，表面与蓝山军和谈，暗地里却派人回中国求援。1427年，王通出击蓝山军的将领黎阮于西扶烈（在今青池县），阮炽与丁礼率兵五百人前去救援。因兵少，在途中遭到王通夹击，丁礼被俘，后被斩首。